# Cynoglossus sinicus
Cynoglossus sinicus es una especie de pez de la familia Cynoglossidae en el orden de los Pleuronectiformes.

## Distribución geográfica
Se encuentran en las  costas de Asia.